# D. J. Seeley
Dennis Jerome « D. J. » Seeley, né le 28 novembre 1989 à Redding en Californie, est un joueur américain de basket-ball.

## Biographie
En décembre 2020, Seeley s'engage jusqu'au terme de la saison en cours avec le Bayern Munich. Il rejoint en août 2021 et pour une saison, le KK Budućnost Podgorica, club monténégrin.
En juillet 2022, Seeley rejoint le BCM Gravelines-Dunkerque, club évoluant en première division française. Il est cependant mis à l'écart de l'équipe par l'entraîneur à partir de mi-décembre.
Le 18 janvier 2022 Seeley retrouve du service dans l'un de ces anciens clubs, le Bayern Munich. Il y retrouvera notamment l'EuroLeague.